# Willow Pill
Willow Patterson, plus connue sous le nom de scène Willow Pill, (née le 22 janvier 1995 à Denver, Colorado) est une drag queen américaine principalement connue pour sa participation à la quatorzième saison de RuPaul's Drag Race.

## Jeunesse et débuts
Willow Patterson naît le 22 janvier 1995 et grandit à Denver, dans l'État du Colorado, aux États-Unis, et étudie à l'Université d'État du Colorado.
Elle commence le drag en 2017, à l'âge de 21 ans, et choisit le nom de scène Willow Pill en référence au personnage de Willow Rosenberg de la série télévisée Buffy contre les vampires et aux médicaments qu'elle doit prendre à cause de sa maladie chronique,. Elle est la drag daughter de Yvie Oddly et la gagnante de la quatorzième saison de RuPaul's Drag Race.

## Carrière
Le 2 décembre 2021, Willow Pill est annoncée comme l'une des quatorze candidates de la quatorzième saison de RuPaul's Drag Race, qu'elle remporte contre Lady Camden,. Elle devient ainsi la première candidate transgenre à remporter une saison de RuPaul's Drag Race et la quatrième gagnante ouvertement transgenre de la franchise Drag Race.

## Vie privée
Willow Patterson souffre de cystinose. Elle réside à Chicago, dans l'État de l'Illinois, depuis 2022.
Willow Patterson est une femme transgenre et utilise les pronoms féminins et le they singulier. Elle annonce sa transidentité le 4 mars 2022 sur les réseaux sociaux.
Il m'a fallu un long moment pour être à l'aise avec ma transidentité car tant d'espace était pris par ma maladie.

## Filmographie
Sauf indication contraire, les informations mentionnées dans cette section peuvent être confirmées par la base de données cinématographiques IMDb,  présente dans la section « Liens externes ».
| Année | Titre                        | Rôle      | Notes                                               | Ref.   |
| ----- | ---------------------------- | --------- | --------------------------------------------------- | ------ |
| 2022  | RuPaul's Drag Race           | Elle-même | Candidate – Saison 14 : 16 épisodes, première place | [ 11 ] |
| 2022  | RuPaul's Drag Race: Untucked | Elle-même | Candidate – Saison 14 : 16 épisodes, première place | [ 11 ] |

## Discographie
| Année | Titre                  | Artiste                                              | Album | Ref.   |
| ----- | ---------------------- | ---------------------------------------------------- | ----- | ------ |
| 2022  | Catwalk (Cast Version) | RuPaul ft. The Cast of RuPaul's Drag Race, Season 14 | —     | [ 12 ] |